# 星宿增四
長蛇座19，又名BD-08 2588，HD 78556、SAO 136604、HR 3630，是長蛇座的一颗恒星，视星等为5.6，位于銀經238.29，銀緯25.34，其B1900.0坐标为赤經9h 3m 48.5s，赤緯-8° 25.34′ 6″。